# Miss Liège
Miss Liège (néerlandais : Miss Luik) est un concours de beauté féminine qualificatif pour l'élection de Miss Belgique, destiné aux jeunes femmes belges.

## Lauréates notables
| Année | Nom                  | Titre national                 |
| ----- | -------------------- | ------------------------------ |
| 1970  | Francine Martin      |                                |
| 1974  | Anne-Marie Sikorski  |                                |
| 1996  | Bugli cathy          |                                |
| 1997  | Sandrine Corman      | Miss Belgique 1997             |
| 2003  | Marielle Botty       | 3e Dauph. Miss Belgique 2004   |
| 2007  | Céline Degives       |                                |
| 2008  | Alizée Poulicek      | Miss Belgique 2008             |
| 2009  | Elena Gheorghiu      |                                |
| 2010  | Sophie Pannemans     |                                |
| 2011  | Lara Binet           |                                |
| 2012  | Ons Detaille         |                                |
| 2013  | Noémie Happart       | Miss Belgique 2013             |
| 2014  | Catherine Haduca     |                                |
| 2015  | Amélie Dethier       |                                |
| 2016  | Coralie Franze       |                                |
| 2017  | Eva Mira             | 2e Dauphine Miss Belgique 2017 |
| 2018  | Giovanna Verolla     |                                |
| 2019  | Célia Jans           | Top 12 Miss Belgique 2019      |
| 2020  | Anicca Van Hollebeke | 2e Dauphine Miss Belgique 2020 |

## Palmarès à l’élection Miss Belgique
- Élue Miss Belgique :
- 1997 : Sandrine Corman, Miss Liège 1997.
- 2008 : Alizée Poulicek, Miss Liège 2008.
- 2013 : Noémie Happart, Miss Liège 2013.